# Кейт Сілвертон
Кейт Сілвертон (англ. Kate Silverton; 4 серпня 1970, Ессекс, Англія, Велика Британія) — англійська журналістка і телеведуча.

## Життєпис
Народилася 4 серпня 1970 в графстві Ессекс, Англія, Велика Британія, в сім'ї таксиста, що пізніше став зареєстрованим гіпнотерапевтом, Террі Сілвертон, і його дружини Патріші Сілвертон, яка зараз очолює компанію своєї дочки. У Кейт є дві сестри — Емі Сілвертон і Клер Сілвертон.
Закінчила «West Hatch High School» і «Durham University».

## Кар'єра
В даний час Кейт Сілвертон працює на «BBC». Регулярно веде такі програмиб як «BBC News at One», «BBC News at Six», «BBC News at Ten» і «BBC Weekend News», а також вона іноді з'являється в «BBC News Channel» і «BBC World News».

## Особисте життя
З 18 грудня 2010 Кейт одружена з колишнім королівським піхотинцем Марком Героном, з яким зустрічалася за 2 роки до того. Народила двох дітей — донька Клеменсі Флоренс Роуз Герон (нар. 05.11.2011) і син Вілбур Сілвертон Герон (нар. 26.06.2014). Сілвертон пережила два викидні між їх народженнями.